# Чемпионат России по бегу на 100 км
Чемпионат России по бегу на 100 км проводится ежегодно с 1991 года.
 рекорд в стадии утверждения

## Летние

### Призёры

#### Мужчины
| Год                               | Золото                                   | Золото        | Серебро                                  | Серебро       | Бронза                                   | Бронза        |
| --------------------------------- | ---------------------------------------- | ------------- | ---------------------------------------- | ------------- | ---------------------------------------- | ------------- |
| 1991                              | Сергей Копылов · Кировская область       | 6:44.36       | Валерий Михайловский · Новосибирск       | 6:45.20       | Николай Громов · Архангельская область   | 6:47.47       |
| 1992                              | Сергей Фундуряк · Липецкая область       | 7:04.35       | Дмитрий Янкин · Липецкая область         | 7:05.15       | Борис Камалов · Мурманская область       | 7:11.40       |
| 1993                              | Константин Санталов · Московская область | 6:15.18       | Игорь Рябов · Москва                     | 6:39.42       | Евгений Карнаухов · Липецкая область     | 6:42.39       |
| 1994                              | Константин Санталов · Московская область | 6:16.41       | Алексей Волгин · Владимир                | 6:18.49       | Алексей Кононов · Саратов                | 6:22.20       |
| 1995                              | Алексей Круглов Владимирская область     | 6:37.36       | Николай Тетин Чувашия                    | 6:41.44       | Григорий Мурзин Свердловская область     | 6:43.12       |
| 1996                              | Константин Санталов · Московская область | 6:32.41       | Алексей Круглов Владимирская область     | 6:36.13       | Фарит Зарипов [a] Татарстан              | 6:44.56 [a]   |
| 1997                              | Анатолий Корепанов · Удмуртия            | 6:33.18       | Михаил Кокорев · Москва                  | 6:42.50       | Дмитрий Радюченко · Саратовская область  | 6:45.57       |
| 1998                              | Равиль Кашапов · Челябинская область     | 6:33.46       |                                          |               | Игорь Тюпин · Москва                     | 6:43.29       |
| 1998                              | Константин Санталов · Московская область | 6:33.46       |                                          |               | Игорь Тюпин · Москва                     | 6:43.29       |
| 1999                              | Анатолий Кругликов · Смоленская область  | 6:36.43       | Александр Моторин · Москва               | 6:45.44       | Фарит Ганиев · Удмуртия                  | 6:48.55       |
| 2000                              | Николай Аринушкин · Московская область   | 6:55.38       | Сергей Ишмулкин · Татарстан              | 6:57.18       | Эльдар Ахметшин · Татарстан              | 6:57.33       |
| 2001                              | Владимир Нетреба · Пензенская область    | 6:30.07       | Алексей Белослюдцев · Удмуртия           | 6:31.40       | Эльдар Ахметшин · Татарстан              | 6:40.57       |
| 2002                              | Валерий Синюшкин · Тверская область      | 6:39.03       | Игорь Тяжкороб · Курская область         | 6:39.21       | Владимир Нетреба · Пензенская область    | 6:44.21       |
| 2003                              | Алексей Измайлов · Ярославская область   | 7:19.05       | Дмитрий Тишин · Краснодарский край       | 7:36.16       | Эдуард Хиров · Московская область        | 7:42.06       |
| 2004                              | Алексей Арефьев · Кемеровская область    | 7:38.12       | Максим Воробьёв · Московская область     | 7:49.52       | Виталий Симутин · Брянская область       | 8:13.02       |
| 2005                              | Алексей Измайлов · Ярославская область   | 7:40.12       | Александр Зацепин · Москва               | 8:24.06       | Алексей Барсков · Мордовия               | 8:41:33       |
| 2006                              | Алексей Измайлов · Ярославская область   | 6:53.08       | Василий Спиридонов · Якутия              | 6:57.37       | Денис Жалыбин · Курская область          | 6:57.56       |
| 2007                              | Алексей Измайлов · Ярославская область   | 6:49.08       | Василий Спиридонов · Якутия              | 6:55.56       | Анатолий Кругликов · Смоленская область  | 6:56.23       |
| 2008                              | Алексей Измайлов · Ярославская область   | 6:52.43       | Денис Шалагинов · Кировская область      | 6:57.53       | Александр Вишнягов · Курганская область  | 6:59.08       |
| 2009                              | Всеволод Худяков · Хабаровский край      | 6:47.59       | Игорь Тяжкороб · Курская область         | 7:02.45       | Алексей Измайлов · Ярославская область   | 7:10.20       |
| 2010                              | Игорь Тяжкороб · Курская область         | 7:04.12       | Николай Изюмченко · Курская область      | 7:18.40       | Олег Баженов · Удмуртия                  | 7:22.40       |
| 2011                              | Василий Спиридонов · Якутия              | 7:14.53       | Игорь Тяжкороб · Курская область         | 7:31.25       | Ваграм Шикула · Хабаровский край         | 7:34.09       |
| 2012—2014                         | не проводился                            | не проводился | не проводился                            | не проводился | не проводился                            | не проводился |
| 2015                              | Николай Яналов · Москва                  | 6:34.48       | Виталий Верендякин · Мордовия            | 7:08.31       | Данила Десятниченко · Ростовская область | 7:09.50       |
| 2016                              | Василий Ларкин · Смоленская область      | 6:29.04       | Данила Десятниченко · Ростовская область | 7:15.32       | Тимур Пономарёв · Воронежская область    | 7:26.21       |
| 2017                              | Василий Ларкин · Смоленская область      | 6:49.47       | Дмитрий Лысый · Белгородская область     | 7:00.57       | Виталий Верендякин · Мордовия            | 7:05.07       |
| 2018                              | Всеволод Худяков · Воронежская область   | 6:47.47       | Игорь Веретенников · Санкт-Петербург     | 7:00.58       | Виталий Верендякин · Мордовия            | 7:05.02       |
| 2019                              | Игорь Веретенников Санкт-Петербург       | 6:39.28       | Василий Ларкин Смоленская область        | 6:45.49       | Геннадий Канаев Мордовия                 | 6:56.38       |
| 2020—2021                         | не проводился                            | не проводился | не проводился                            | не проводился | не проводился                            | не проводился |
| 2022 Нижний Новгород 2 октября    | Николай Волков · Санкт-Петербург         | 6:29.27       | Иван Моторин · Москва                    | 6:44.05       | Василий Корыткин · Кемеровская область   | 6:50.17       |
| 2023 Нижний Новгород 1 октября    | Николай Волков · Санкт-Петербург         | 6:08.23,6 NR  | Василий Корыткин · Кемеровская область   | 6:28.19,7     | Игорь Веретенников · Санкт-Петербург     | 6:30.24,7     |
| 2024 Нижний Новгород, 28 сентября | Василий Корыткин · Кемеровская область   | 6:31.21,4     | Павел Ратошнюк · Нижегородская область   | 6:41.32,5     | Алексей Григорьев · Свердловская область | 6:49.40,3     |

a  Юрий Стариков, занявший третье место в зачёте чемпионата России (6:44.10), впоследствии был дисквалифицирован в связи с положительной допинг-пробой.

#### Женщины
| Год                               | Золото                                   | Золото               | Серебро                                        | Серебро              | Бронза                                      | Бронза               |
| --------------------------------- | ---------------------------------------- | -------------------- | ---------------------------------------------- | -------------------- | ------------------------------------------- | -------------------- |
| 1991                              | Валентина Шатяева · Саратовская область  | 8:35.40              | Татьяна Хомич · Брестская область              | 8:43.25              | Светлана Лебединская · Белгородская область | 9:33.11              |
| 1992                              | никто не финишировал                     | никто не финишировал | никто не финишировал                           | никто не финишировал | никто не финишировал                        | никто не финишировал |
| 1993                              | Елена Маськина · Татарстан               | 7:44.30              | Лариса Головачёва · Саратовская область        | 8:12.20              | Мария Островская · Львовская область        | 8:31.44              |
| 1994                              | Ирина Петрова · Саратов                  | 7:22.55              | Елена Маськина · Татарстан                     | 7:38.57              | Лариса Головачёва · Саратовская область     | 7:47.06              |
| 1995                              | Лариса Головачёва Саратовская область    | 8:37.16              | Зинаида Шабалина · Московская область          | 8:58.49              | Ирина Коваль · Московская область Кашира    | 9:02.50              |
| 1996                              | Валентина Шатяева Саратовская область    | 7:33.10              | Елена Сидоренкова Смоленская область           | 7:48.25              | Валентина Ляхова Курская область            | 7:53.14              |
| 1997                              | Елена Сидоренкова · Смоленская область   | 8:23.44              | Лариса Семёнова · Якутия                       | 9:00.17              | Зоя Казаринова · Нижегородская область      | 9:07.48              |
| 1998                              | Ирина Реутович · Калининградская область | 8:19.33              | Елена Комкова · Москва                         | 8:29.07              | Оксана Ладыжина · Оренбургская область      | 8:32.25              |
| 1999                              | Эльвира Колпакова · Пермский край        | 7:47.15              | Елена Бикулова-Маськина · Татарстан            | 7:53.12              | Ирина Реутович · Калининградская область    | 8:19.33              |
| 2000                              | Надежда Карасёва · Якутия                | 8:25.04              | Анастасия Сыромятникова · Якутия               | 8:46.55              | Ирина Коваль · Московская область           | 8:54.05              |
| 2001                              | Екатерина Малафеева · Мурманская область | 8:10.45              | Ирина Реутович · Калининградская область       | 8:19.04              | Елена Сидоренкова · Смоленская область      | 8:49.02              |
| 2002                              | Марина Мышлянова · Челябинская область   | 7:36.32              | Татьяна Жиркова · Якутия                       | 7:45.29              | Екатерина Малафеева · Мурманская область    | 8:26.24              |
| 2003                              | Ирина Кузнецова · Свердловская область   | 8:29.52              | Ирина Русина · Оренбургская область            | 9:25.17              | не присуждалось                             |                      |
| 2004                              | Ирина Русина · Оренбургская область      | 9:20.33              | Ирина Коваль · Московская область              | 9:53.16              | Елена Симутина · Брянская область           | 10:28.38             |
| 2005                              | Ирина Коваль · Московская область        | 9:00.18              | Екатерина Малафеева · Мурманская область       | 9:47.13              | Елена Симутина · Брянская область           | 10:01.04             |
| 2006                              | Александра Анохина · Якутия              | 8:25.14              | Галина Ерёмина · Москва                        | 8:45.19              | Елена Симутина · Брянская область           | 9:17.12              |
| 2007                              | Надежда Карасёва · Якутия                | 8:16.43              | Александра Анохина · Якутия                    | 8:25.38              | Анастасия Сыромятникова · Якутия            | 8:29.33              |
| 2008                              | Ирина Вишневская · Ростовская область    | 7:37.26              | Вероника Лопатина · Пермский край              | 7:41.39              | Наталья Фисун · Свердловская область        | 8:28.08              |
| 2009                              | Оксана Акименкова · Московская область   | 8:16.24              | Елена Симутина · Брянская область              | 9:21.13              | не присуждалось                             |                      |
| 2010                              | Ирина Вишневская · Ростовская область    | 7:35.09              | Оксана Акименкова · Московская область         | 8:10.11              | Надежда Шиханова · Кировская область        | 8:20.00              |
| 2011                              | Мария Аксёнова · Смоленская область      | 8:10.31              | Надежда Шиханова · Кировская область           | 8:25.57              | Оксана Акименкова · Московская область      | 8:32.33              |
| 2012—2014                         | не проводился                            | не проводился        | не проводился                                  | не проводился        | не проводился                               | не проводился        |
| 2015                              | Надежда Гоголева · Якутия                | 8:20.53              | Надежда Шапошникова · Татарстан                | 8:38.46              | Татьяна Свиридова · Санкт-Петербург         | 8:52.58              |
| 2016                              | Марина Жалыбина · Курская область        | 7:47.24              | Алсу Асанова · Пермский край                   | 7:50.06              | Наталья Сотникова · Якутия                  | 7:53.16              |
| 2017                              | Алсу Асанова · Пермский край             | 7:48.27              | Надежда Шиханова · Кировская область           | 7:54.27              | Ольга Уколова · Самарская область           | 7:55.14              |
| 2018                              | Надежда Гоголева · Якутия                | 7:44.50              | Дина Захарченко                                | 7:45.41              | Надежда Шиханова · Кировская область        | 7:55.05              |
| 2019                              | Ольга Весёлкина Кемеровская область      | 7:49.13              | Ольга Уколова Самарская область                | 7:50.53              | Надежда Шиханова Кировская область          | 7:53.09              |
| 2020—2021                         | не проводился                            | не проводился        | не проводился                                  | не проводился        | не проводился                               | не проводился        |
| 2022 Нижний Новгород, 2 октября   | Надежда Бут · Якутия                     | 7:25.12              | Юлия Рыжанкова · Белгородская область          | 7:30.28              | Изабелла Борисова · Якутия                  | 7:41.35              |
| 2023 Нижний Новгород, 1 октября   | Надежда Бут · Якутия (Якутск)            | 7:17.08,4            | Полина Авдеева · Ярославская область (Рыбинск) | 7:49.40,1            | Изабелла Борисова · Якутия (Якутск)         | 7:51.43,6            |
| 2024 Нижний Новгород, 28 сентября | Юлия Рыжанкова · Белгородская область    | 7:01.17,3 NR         | Надежда Бут · Якутия (Якутск)                  | 7:26.14,6            | Анна Тангова · Тверская область             | 7:52.10,8            |

## Зимние
Зимние чемпионаты обычно проводятся в рамках «Ночи Москвы» в январе или феврале в Крылатском. После 6 часового бега выполнившие лимит (80 км у мужчин или 75 у женщин) продолжают бег и разыгрывают места на 100 км.

### Призёры

#### Мужчины
| Год  | Золото                           | Золото  | Серебро                     | Серебро | Бронза                                | Бронза  |
| ---- | -------------------------------- | ------- | --------------------------- | ------- | ------------------------------------- | ------- |
| 2013 | Дмитрий Павлов · Нижний Новгород | 6:56.57 | Азат Ахметдинов · Татарстан | 7:02.31 | Тимур Пономарев · Воронеж             | 7:11.37 |
| 2014 | Вадим Шарков · Хабаровский край  | 6:56.52 | Владимир Бурзак · Татарстан | 7:56.32 | Владислав Макаров · Кировская область | 7:59.57 |

#### Женщины
| Год  | Золото                               | Золото        | Серебро                           | Серебро       | Бронза                        | Бронза        |
| ---- | ------------------------------------ | ------------- | --------------------------------- | ------------- | ----------------------------- | ------------- |
| 2013 | не стартовали                        | не стартовали | не стартовали                     | не стартовали | не стартовали                 | не стартовали |
| 2014 | Надежда Шиханова · Кировская область | 7:56.49       | Юлия Хазова · Ярославская область | 8:09.03       | Саргылана Неустроева · Якутия | 8:40.02       |

### Комментарии
1. 1 2  прошёл 4 мая в Москве одновременно с чемпионатом мира
2. 1 2  прошёл 15 сентября в Брянске в рамках Фестиваля бега «Брянский лес»
3. ↑  Выше рекорда Европы Флорианы Хот[фр.] (Франция) 7:04.03 (27 августа 2022 года)